# Dimroth-omlegging
De dimroth-omlegging is een omleggingsreactie van 1,2,3-triazolen. De reactie werd voor het eerst beschreven door Otto Dimroth in 1909.
Bij deze reactie wisselen twee stikstofatomen van plaats: een endocyclisch, dat deel uitmaakt van de vijfring van het triazool, en een exocyclisch dat deel uitmaakt van een aminogroep op de positie 5. Er vindt tussentijds een ringopening plaats tot een diazo-tussenvorm, waarna de rotatie van de koolstof-koolstofbinding mogelijk wordt en de twee stikstofatomen van plaats veranderen. Na ringsluiting ontstaat dan een omgelegd triazool. De reactie is volledig reversibel.